# Louis Maurice de La Trémoille
Louis Maurice de la Trémoille, ou encore Guy XXII de Laval, né le 8 juin 1624 à L'Isle-Bouchard et mort le 25 juin 1681 à Talmond, est le fils d'Henri III de La Trémoille, 3e duc de Thouars, et de Marie de La Tour d'Auvergne.

## Biographie
Il est successivement abbé de Charroux et de Sainte-Croix de Talmond. Il est entre-temps le quinzième doyen de la collégiale Saint-Tugal de Laval, reçu en 1671 et se démettant en 1676.
Il suivit d'abord la carrière des armes et entre ensuite dans les ordres, comme cadet de famille, tandis que son frère aîné Henri Charles de La Trémoille reste protestant. Abbé commendataire de Talmond en 1665, il en fait sa résidence, en reconstruit les bâtiments et y meurt le 25 juin 1681. C'est un homme de lettres, amateur de livres et d'objets d'art, dont il a rassemblé une assez nombreuse collection.
On peut trouver son éloge dans l'Histoire de l'Église du Mans de Dom Piolin (1817-1892).